# Micrommata formosa
Micrommata formosa là một loài nhện trong họ Sparassidae.
Loài này thuộc chi Micrommata. Micrommata formosa được miêu tả năm 1878 bởi Pavesi.